# Grave New World (Strawbs)
Grave New World è il quinto album degli Strawbs, pubblicato dalla A&M Records nel febbraio del 1972. 

## Tracce
Lato A
1. Benedictus – 4:24 (Dave Cousins)
2. Hey Little Man...Thursday's Child – 1:05 (Dave Cousins)
3. Queen of Dreams – 5:28 (Dave Cousins)
4. Heavy Disguise – 2:50 (John Ford)
5. New World – 4:08 (Dave Cousins)
6. Hey Little Man...Wednesday's Child – 1:05 (Dave Cousins)

Lato B
1. The Flower and the Young Man – 4:17 (Dave Cousins)
2. Tomorrow – 4:44 (Strawbs)
3. On Growing Older – 1:54 (Dave Cousins)
4. Ah Me, Ah My – 1:21 (Tony Hooper)
5. Is It Today Lord – 3:04 (Richard Hudson)
6. The Journey's End – 1:35 (Blue Weaver)

Edizione CD del 1998, pubblicato dalla A&M Records
1. Benedictus – 4:24 (Dave Cousins)
2. Hey, Little Man...Thurdsay's Child – 1:06 (Dave Cousins)
3. Queen of Dreams – 5:32 (Dave Cousins)
4. Heavy Disguise – 2:53 (Dave Cousins)
5. New World – 4:11 (Dave Cousins)
6. Hey Little Man...Wednesday's Child – 1:06 (Dave Cousins)
7. The Flower and the Young Man – 4:17 (Dave Cousins)
8. Tomorrow – 4:49 (Strawbs)
9. On Growing Older – 1:56 (Dave Cousins)
10. Ah Me, Ah My – 1:24 (Tony Hooper)
11. Is It Today, Lord? – 3:07 (Richard Hudson)
12. The Journey's End – 1:46 (Dave Cousins)
13. Here It Comes – 2:42 (Dave Cousins) – Bonus Track
14. I'm Going Home – 3:14 (Dave Cousins) – Bonus Track

## Musicisti
Brano A1
- Dave Cousins - voce, dulcimer acustico, dulcimer elettrico
- Tony Hooper - chitarra acustica, voce
- Blue Weaver - organo, pianoforte, mellotron
- John Ford - basso, voce
- Richard Hudson - batteria, voce
- Anne Collins - accompagnamento vocale
- Trevor Lucas - accompagnamento vocale

Brano A2
- Dave Cousins - chitarra acustica, voce

Brano A3
- Dave Cousins - voce, chitarra acustica, dulcimer elettrico
- Tony Hooper - voce, chitarra acustica, tamburello
- Blue Weaver - organo, pianoforte, mellotron
- John Ford - basso, voce
- Richard Hudson - batteria

Brano A4
- John Ford - voce, chitarra acustica
- Robert Kirby Silver Band

Brano A5
- Dave Cousins - chitarra a dodici corde, voce
- Tony Hooper - chitarra acustica
- Blue Weaver - mellotron
- John Ford - basso
- Richard Hudson - batteria, piatti

Brano A6
- Dave Cousins - voce, chitarra acustica

Brano B1
- Dave Cousins - chitarra acustica, voce
- Tony Hooper - chitarra acustica, voce
- Blue Weaver - harmonium, organo, mellotron, tastiere (clavioline)
- John Ford - basso, voce
- Richard Hudson - batteria, voce

Brano B2
- Dave Cousins - chitarra elettrica, voce
- Tony Hooper - chitarra acustica
- Blue Weaver - organo, pianoforte
- John Ford - basso
- Richard Hudson - batteria

Brano B3
- Dave Cousins - chitarra acustica, voce
- Tony Hooper - chitarra a dodici corde, voce
- John Ford - basso
- Richard Hudson - batteria, tambourine

Brano B4
- Tony Hooper - voce
- Tony Visconti's Old Tyme Dance Orchestra
- The Gentlemen of the Chorus
- Tony Visconti - arrangiamenti

Brano B5
- Dave Cousins - chitarra acustica, recorder, voce
- Tony Hooper - autoharp, voce
- Blue Weaver - harmonium
- John Ford - basso, voce
- Richard Hudson - sitar, tabla, voce

Brano B6
- Dave Cousins - pianoforte, voce
- Blue Weaver - voce